# Vanlig grangrenborre
Vanlig grangrenborre (Pityophthorus micrographus) är en skalbaggsart som först beskrevs av Carl von Linné 1758.  Vanlig grangrenborre ingår i släktet Pityophthorus, och familjen vivlar. Arten är reproducerande i Sverige.